# UCI-Trial-Weltcup 2023
Beim UCI-Trial-Weltcup 2023 wurden durch die Union Cycliste Internationale die Weltcupsieger im Trial ermittelt.

## Ablauf
Der Trial-Weltcup 2023 wurde zunächst wie im Vorjahr mit zwei Veranstaltungen angekündigt. Später kam noch ein dritter Wettkampf hinzu. Der Kalender war daher wie folgt:
- Vic: 7.–9. April
- Plœuc-L’Hermitage: 21.–23. Juli
- Aarhus: 1.–3. September

Der dritte und letzte Weltcup zählte nach dem Reglement doppelt. Eine Regeländerung betraf den Weltcup der Frauen, für den nun auch 14-Jährige zugelassen waren.

## Männer 20 Zoll
In der 20-Zoll-Klasse gab es 68 Fahrer, von denen 77 in die Punkteränge kamen.
| # | Datum        | Ort               | Erster             | Zweiter            | Dritter        |
| - | ------------ | ----------------- | ------------------ | ------------------ | -------------- |
| 1 | 9. April     | Vic               | Alejandro Montalvo | Borja Conejos      | Charlie Rolls  |
| 2 | 23. Juli     | Plœuc-L’Hermitage | Borja Conejos      | Alejandro Montalvo | Dominik Oswald |
| 3 | 3. September | Aarhus            | Alejandro Montalvo | Borja Conejos      | Charlie Rolls  |

Gesamtwertung
| Platz | Name               | Punkte |
| ----- | ------------------ | ------ |
| 1     | Alejandro Montalvo | 760    |
| 2     | Borja Conejos      | 680    |
| 3     | Charlie Rolls      | 545    |
| 4     | Dominik Oswald     | 485    |
| 5     | Niilo Stenvall     | 420    |
| 6     | Thomas Pechhacker  | 390    |

## Männer 26 Zoll
In der 26-Zoll-Klasse gab es 60 Teilnehmer.
| # | Datum        | Ort               | Erster      | Zweiter      | Dritter       |
| - | ------------ | ----------------- | ----------- | ------------ | ------------- |
| 1 | 9. April     | Vic               | Jack Carthy | Daniel Barón | Marti Vayreda |
| 2 | 23. Juli     | Plœuc-L’Hermitage | Jack Carthy | Daniel Barón | Julen Saenz   |
| 3 | 3. September | Aarhus            | Jack Carthy | Julen Saenz  | Daniel Barón  |

Gesamtwertung
| Platz | Name             | Punkte |
| ----- | ---------------- | ------ |
| 1     | Jack Carthy      | 800    |
| 2     | Daniel Barón     | 600    |
| 3     | Julen Saenz      | 585    |
| 4     | Marti Vayreda    | 500    |
| 5     | Vincent Hermance | 420    |
| 6     | Oliver Widmann   | 370    |

## Frauen
Im Frauen-Weltcup gab es 24 Teilnehmerinnen.
| # | Datum        | Ort               | Erste      | Zweite     | Dritte           |
| - | ------------ | ----------------- | ---------- | ---------- | ---------------- |
| 1 | 9. April     | Vic               | Alba Riera | Vera Barón | Nina Reichenbach |
| 2 | 23. Juli     | Plœuc-L’Hermitage | Vera Barón | Alba Riera | Nina Reichenbach |
| 3 | 3. September | Aarhus            | Vera Barón | Alba Riera | Nina Reichenbach |

Gesamtwertung
| Platz | Name             | Punkte |
| ----- | ---------------- | ------ |
| 1     | Vera Barón       | 760    |
| 2     | Alba Riera       | 680    |
| 3     | Nina Reichenbach | 560    |
| 4     | Nina Vabre       | 485    |
| 5     | Hilda Andersson  | 400    |
| 6     | Perrine Devahine | 380    |